# Japanagromyza polygoni
Japanagromyza polygoni este o specie de muște din genul Japanagromyza, familia Agromyzidae, descrisă de Spencer în anul 1971. Conform Catalogue of Life specia Japanagromyza polygoni nu are subspecii cunoscute.